# Macrosmia phalacra
Macrosmia phalacra és una espècie de peix de la família dels macrúrids i de l'ordre dels gadiformes.

## Hàbitat
És un peix bentopelàgic i marí d'aigües tropicals que viu entre 1650-1660 m de fondària.

## Distribució geogràfica
Es troba a l'est de l'oceà Índic.